# Emil Grinzinger

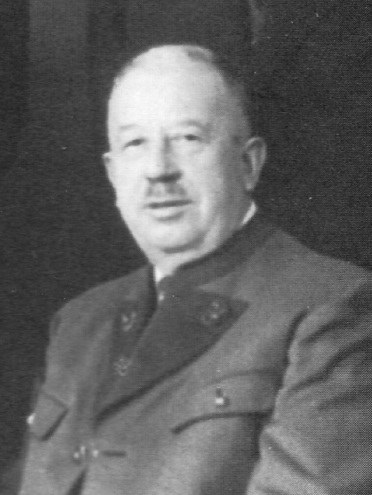
Emil Grinzinger

Emil Grinzinger (* 6. Juni 1884 in Linz; † 6. Februar 1963 ebenda) war ein österreichischer Politiker (CS, ÖVP) und Vizebürgermeister der Stadt Linz.

## Leben
Grinzinger war Beamter der oberösterreichischen Landesregierung. In der Ersten Republik war er christlichsozialer Gemeinderat und später Stadtrat in Linz. Er war Mitglied der Linzer Kolpingfamilie und um 1928 Obmann der Theater Vereinigung Bürgertag des Gesellenvereins Linz. Er ließ gemeinsam mit seiner Frau Josephine 1933 die Grinzinger-Villa von Architekt Franz Haselmayr-Fernstein und Baumeister Karl Berger errichten.
Nach dem Zweiten Weltkrieg war er 1945 Mitbegründer der Linzer Volkspartei. 1945 bis 1946 war Grinzinger unter Bürgermeister Ernst Koref Vizebürgermeister von Linz, von 1945 bis 1949 unter Ferdinand Markl Vizebürgermeister von Urfahr. Weiters war er Leiter der Abteilung Vermögenssicherung beim Amt der Oö. Landesregierung und Referent der Zivilverwaltung Mühlviertel während der russischen Besatzung.
Emil Grinzinger war mit Josephine verheiratet. Beider Kinder Hubert Mann und Eva Petrus-Pekny wurden Schauspieler. Er starb 1963 in Linz und wurde am Stadtfriedhof Urfahr begraben.